# Green Lake (Texas)
Lago Verde es un lago de marea natural en el condado de Calhoun, Texas, en la cuenca de inundación del río Guadalupe. Conocido por sus aguas verdosas, de donde deriva su nombre, el lago se encuentra 12 millas (19,3 km) al oeste de Port Lavaca y 22 millas (35,4 km) al sur de Victoria en la llanura costera del golfo. A pesar de ser menos de 3 millas (4,8 km) de la costa de la Bahía de San Antonio, sus aguas son dulces. Es el lago natural de agua dulce más grande de Texas y cubre un área de aproximadamente 10,000 acres (40 km²).
Separado de la Bahía de San Antonio por el delta del río Guadalupe hace unos 2200 años, se desarrolló un ecosistema de humedal que alberga una amplia variedad de aves acuáticas a lo largo de la orilla del lago y el delta del río Guadalupe. La evidencia arqueológica respalda las afirmaciones del asentamiento de Karankawa .
Una próspera comunidad agrícola del siglo XIX del mismo nombre se estableció cerca de la orilla del lago a mediados del siglo XIX, pero su estatus disminuyó y quedó prácticamente abandonada después de la guerra civil estadounidense. Tuvo importancia estratégica durante las primeras etapas de la guerra, debido a su proximidad al agua dulce y al Golfo de México. Después de alcanzar su punto más bajo durante la Gran Depresión, la comunidad junto al lago se recuperó modestamente en 1947 tras el descubrimiento cercano de petróleo. Un lago del mismo nombre y con una historia similar aparece en la novela Hoyos de 1998.

## En la cultura popular
Green Lake, Texas, es el escenario de la novela Hoyos de Louis Sachar de 1998 y de la adaptación cinematográfica de 2003. Se describe como un lago seco que alguna vez fue el más grande del estado, rodeado por una comunidad acomodada. Después de una larga sequía, el lago se secó y la zona se convirtió en un pueblo fantasma. Los delincuentes juveniles fueron enviados a Camp Green Lake para cavar hoyos (5 pies de profundidad y 5 pies de ancho) en el lecho del lago como castigo.